# Cound
Cound – wieś w Anglii, w hrabstwie Shropshire. Leży 10 km na południowy wschód od miasta Shrewsbury i 215 km na północny zachód od Londynu.